# تروتسبرگ
شهر تروتسبرگ (به آلمانی: Trostberg) در ایالت بایرن در کشور آلمان واقع شده‌است.